# Kühnauer Park

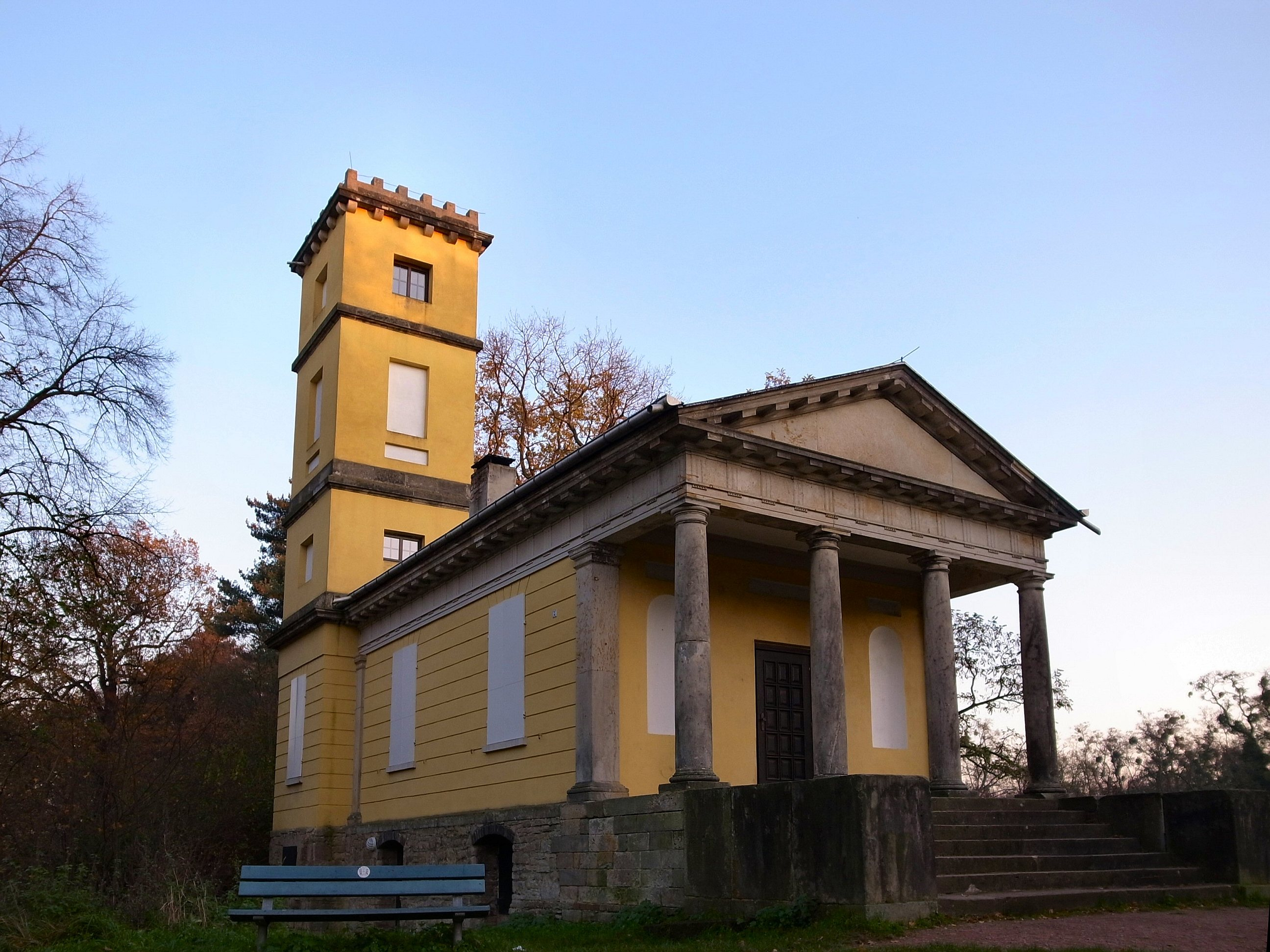
Weinbergschlösschen

Der Kühnauer Park (auch Burg Kühnauer Garten, Großkühnauer Schlosspark) ist Teil des Dessau-Wörlitzer Gartenreiches, das in der zweiten Hälfte des 18. Jahrhunderts unter der Regentschaft von Fürst Leopold III. Friedrich Franz von Anhalt-Dessau (1740–1817) geschaffen wurde. Heute liegt er im Dessau-Roßlauer Stadtteil Großkühnau. Im örtlichen Denkmalverzeichnis ist die Parkanlage unter der Erfassungsnummer 094 40213 als Baudenkmal verzeichnet.

## Geschichte
Die ursprüngliche Parkanlage entstand von 1753 bis 1764 durch Johann Leopold Ludwig Schoch. Eine Parkerweiterung um das südliche Seeufer des Kühnauer Sees und mehrerer künstlicher Inseln erfolgte 1805. So wurde der über den Amaliensitz mit dem Georgengarten verbunden. In die Anlage ist ein Terrassenweinberg integriert, über dem als gestalterischem Höhepunkt des Parks ein italienisch anmutendes Landhaus steht, das Weinbergschlösschen (gelegentlich auch Weinberghaus genannt). Es wurde von 1819 bis 1821 durch Ignazio Pozzi erbaut; der letzte Aus- und Umbau erfolgte in der Mitte des 19. Jahrhunderts.

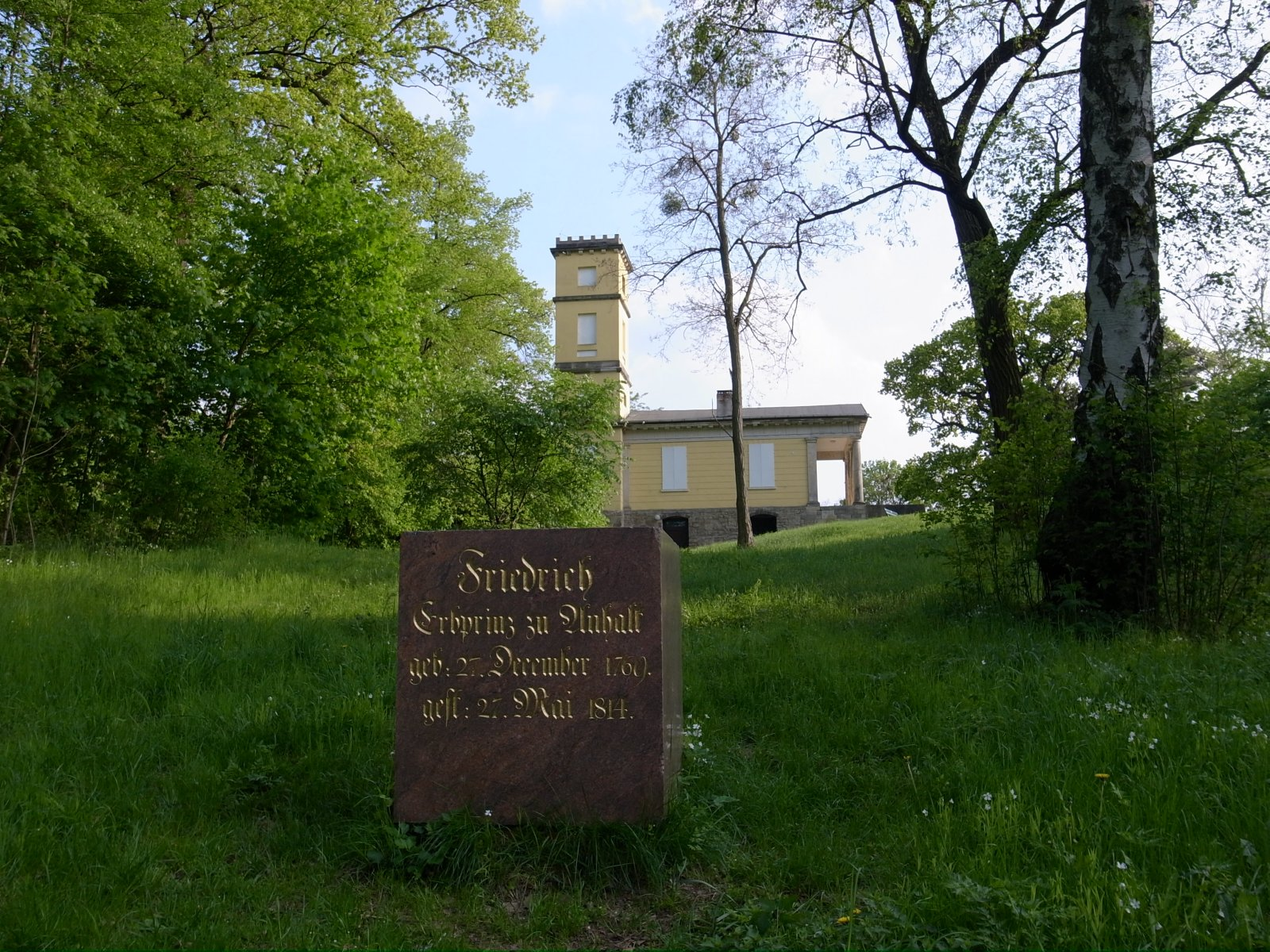
Gedenkstein für den Prinzen Albert Friedrich von Anhalt-Dessau, im Hintergrund das Weinbergschlösschen

## Lage
Die Parkanlage befindet sich am Nordrand des Ortes. Den nördlichen Teil des Parkes bildet der Kühnauer See und am westlichen Ende steht das unter Denkmalschutz stehende Schloss Großkühnau. Das östliche Ende des Parkes befindet sich beim Rapunzelturm. An der Burgkühnauer Straße, die zum Großteil den Südrand der Parkanlage bildet, befinden sich das Löwentor und das Rittertor. Die Evangelische Kirche des Ortes grenzt an den Südrand des Parkes. Nördlich des Weinbergschlösschens steht ein Denkmal für den Prinzen Albert Friedrich von Anhalt-Dessau.
Nordöstlich des Parkes befinden sich die Reste der Wallburg Kühnau in den Burgwallwiesen.